# گرهارد فوخرر
گرهارد فوخرر (آلمانی: Gerhard Wucherer؛ زادهٔ ۱۱ فوریه ۱۹۴۸) دونده سرعت اهل آلمان بود.
وی در مسابقات کشوری و بین‌المللی در مجموع برندهٔ ۱ مدال نقره، ۱ مدال برنز شده‌است.